# 王绶 (1897年)
王绶（1897年—1972年），字佩卿，山西沁县人，中国作物育种学家、生物统计学家和农业教育家，曾任中国农学会副理事长，第二、三届全国人大代表。
被誉为“中国作物育种学和生物统计学的奠基人”。

## 生平
1912年，就读于太原省立第一中学。
1916年，进入山西大学堂预科。
1919年，预科毕业。经山西省政府保荐，进入南京金陵大学，主修农艺。毕业后留校任教。
1932年，由金陵大学选派，赴美国康奈尔大学留学，主攻作物育种学。1933年，获康奈尔大学硕士学位。随后回国，历任金陵大学农学院教授、农学系主任、农艺研究部主任。
“七七事变”之后，随金陵大学西迁至成都。
1941年，因日军侵犯王绶故乡，其家属逃至西安。王绶闻讯后随即北上西安，后任教于西北农学院。
1946年，返回南京，出任国民政府农林部农业推广委员会粮食生产组主任，兼任金陵大学教授。
1949年末，前往北京，出任农业部粮食生产司司长。
1957年，转任中国农业科学院作物育种栽培研究所所长。
1958年，出任山西农学院院长。
1972年2月1日，因心脏病突发逝世。

## 学术成就
王绶长期专注于大豆和大麦的育种工作。从1923年到1960年间，先后培育出“金大332”、“西农506”、“西农509”、“王氏大麦”、“金大99”、“西农3102”等优良品种。1948年还发现了小豆的花斑隐形基因Riri。
此外，其撰写的《中国作物育种学》和《实用生物统计法》则对中国学界的发展产生了重大影响。